# Augustoprøret
Augustoprøret betegner de uroligheder, der fandt sted i Danmark under 2. verdenskrig i august 1943 som protest mod den tyske besættelsesmagt og i strid med regeringens og  rigsdagens forhandlingspolitik med den tyske besættelsesmagt. Optøjerne blev fremkaldt af en tro på, at det tyske nederlag var nært forestående bl.a. som følge af Italiens sammenbrud.  
Optøjerne begyndte i Odense i form af strejker, demonstrationer og uro i gaderne og spredte sig herfra til en række andre byer på Fyn samt til bl.a. Esbjerg, Aalborg og Århus. Forum i København blev sprængt i luften i en sabotageaktion i perioden. Rygtet om optøjerne kom den tyske fører Adolf Hitler for øre og følgen blev, at de tyske myndigheder stillede et ultimatum til den danske regering om bl.a. indførelse af dødsstraf. Det nægtede regeringen, hvorefter besættelsesmagten indførte militær undtagelsestilstand ved iværksættelsen af Operation Safari, der fandt sted tidligt om morgenen den 29. august 1943. Som følge heraf ophørte samlingsregeringen med at fungere, men fortsatte formelt til befrielsen den 5. maj 1945, hvor statsminister Erik Scavenius blev kaldt til afskedsaudiens hos kongen. 
Efter få uger blev forhandlingspolitikken genoptaget, idet departementscheferne - med partilederne i baggrunden som mandatgivere - påtog sig ministrenes roller (Departementschefstyret), hvorved en tillempet form for parlamentarisk styre fortsatte til den 5. maj 1945.  